# クリス・マーフィー
クリス・マーフィー（Chris Murphy 、1957年4月15日 - ）はイギリス出身のシャーシエンジニア。F1、CARTなど様々な自動車レースカテゴリーで活動している。

## 経歴
- 1982年 - F2のマウラーにエンジニアとして加入。
- 1984年 - ザクスピードに移籍、デザイナー、エンジニアを担当。
- 1988年 - ラルースローラに移籍、レースデザイナー、その後チーフデザイナーを担当。
- 1990年 - チーフデザイナーとしてマーチに移籍。
- 1991年 - チーフデザイナーとしてロータスに移籍。
- 1995年 - CARTのパトリック・レーシングへ移籍。
- 1996年 - Beau Ideal ltdを設立し、コンサルタントとして活動開始。